# Chernobyl - Un grido dal mondo
Chernobyl - Un grido dal mondo è un film televisivo del 1991 diretto da Anthony Page che tratta del disastro di Chernobyl. Interpretato da Jon Voight, Jason Robards e Sammi Davis, il film è ispirato ad una storia vera ed è tratto dal libro Final Warning: The Legacy of Chernobyl scritto nel 1988 da Robert Peter Gale e Thomas Hauser.

## Distribuzione
Il film venne trasmesso negli Stati Uniti il 22 aprile 1991 sulla rete TNT
In Italia è andato in onda per la prima volta il 25 aprile 1992 in prima serata su Rai Due.